# Caballero Universal
Pour les articles homonymes, voir Caballero.
Caballero Universal est un concours de beauté masculine international concernant les jeunes hommes du monde latino, basé au Venezuela, créé en 2021, et présidé par l'homme d'affaires et créateur de mode M. Rafael Enrique Ramírez (Raenrra). L'objectif principal du concours est la promotion de nouveaux talents mondiaux en relation avec le monde du mannequinat et du divertissement. 
En 2021, le Venezuela accueillait les représentants de 13 pays : Brésil, Colombie, Cuba, Équateur, Espagne, France, Italie, Mexique, Haïti, Pérou, Porto Rico, République Dominicaine, Venezuela.
L'édition 2024 se déroule à Caracas en présence de 21 délégations.